# Amadigi di Gaula
Amadigi di Gaula (HWV 11) és una òpera "màgica" en tres actes, amb música de Georg Friedrich Händel. Va ser la cinquena òpera italiana que Händel va fer per a Londres, i la va compondre durant la seva estada a Burlington House el 1715. Està basada en la tragèdia lírica francesa Amadis de Grèce, d'André Cardinal Destouches i Antoine Houdar de la Motte.
L'estrena va ser a Londres, al King's Theatre de Haymarket el 25 de maig de 1715. Händel emprà amb profusió els instruments de vent, cosa que li confereix una musicalitat colorista que, en alguns punts, recorda a la seva Música aquàtica, que compongué un parell d'anys després. L'òpera va ser un èxit, i es té constància que, com a mínim, hi va haver 17 altres funcions a Londres al llarg de 1717.